# Kosijersko Selo
Kosijersko Selo – wieś w Chorwacji, w żupanii karlowackiej, w gminie Barilović. W 2011 roku liczyła 39 mieszkańców.